# Бело Оризонте
Бело Оризонте или Бело Хоризонте (порт. Belo Horizonte, значи леп хоризонт) град је у Бразилу и главни је град државе Минас Жераис. По подацима из 2010. године, град има 16.451 становника. Неформални назив града је Беага (Beagá), јер тако на португалском језику звуче иницијали БХ. Град је центар веома интензивне економске и културне активности са изврсном инфраструктуром и на националном и на интернационалном нивоу. Бело Оризонте је један од четири највећа града и регије у Бразилу. Према процени из 2007. у граду је живело 2.412.937 становника.
Једна од занимљивих карактеристика Бело Оризонтеа, по којој је најпознатији у Бразилу, је непропорционалан однос у број жена и мушкараца. Средином 90-их година 20. вијека, у граду је било 175.000 жена више него мушкараца. Нико не зна разлог овоме, али се претпоставља да је разлог то што мушкарци одлазе из града у потрази за послом, а жене ипак остају уз породице.

## Географија

### Клима
| Клима (Бело Оризонте)      | Клима (Бело Оризонте) | Клима (Бело Оризонте) | Клима (Бело Оризонте) | Клима (Бело Оризонте) | Клима (Бело Оризонте) | Клима (Бело Оризонте) | Клима (Бело Оризонте) | Клима (Бело Оризонте) | Клима (Бело Оризонте) | Клима (Бело Оризонте) | Клима (Бело Оризонте) | Клима (Бело Оризонте) | Клима (Бело Оризонте) |
| Показатељ \ Месец          | .Јан.                 | .Феб.                 | .Мар.                 | .Апр.                 | .Мај.                 | .Јун.                 | .Јул.                 | .Авг.                 | .Сеп.                 | .Окт.                 | .Нов.                 | .Дец.                 | .Год.                 |
| -------------------------- | --------------------- | --------------------- | --------------------- | --------------------- | --------------------- | --------------------- | --------------------- | --------------------- | --------------------- | --------------------- | --------------------- | --------------------- | --------------------- |
| Средњи максимум, °C (°F)   | 28,2 (82,8)           | 28,8 (83,8)           | 28,6 (83,5)           | 27,5 (81,5)           | 26 (79)               | 25 (77)               | 24,6 (76,3)           | 26,5 (79,7)           | 27,2 (81)             | 27,7 (81,9)           | 27,5 (81,5)           | 27,3 (81,1)           | 27,08 (80,74)         |
| Просек, °C (°F)            | 23,5 (74,3)           | 23,9 (75)             | 23,7 (74,7)           | 22,4 (72,3)           | 20,5 (68,9)           | 19,2 (66,6)           | 18,9 (66)             | 20,5 (68,9)           | 21,7 (71,1)           | 22,6 (72,7)           | 22,9 (73,2)           | 22,9 (73,2)           | 21,89 (71,4)          |
| Средњи минимум, °C (°F)    | 18,8 (65,8)           | 19 (66)               | 18,8 (65,8)           | 17,3 (63,1)           | 15 (59)               | 13,4 (56,1)           | 13,1 (55,6)           | 14,4 (57,9)           | 16,2 (61,2)           | 17,5 (63,5)           | 18,2 (64,8)           | 18,4 (65,1)           | 16,67 (62,01)         |
| Количина падавина, mm (in) | 296,3 (116,65)        | 188,4 (74,17)         | 163,5 (64,37)         | 61,2 (24,09)          | 27,8 (10,94)          | 14,1 (5,55)           | 15,7 (6,18)           | 13,7 (5,39)           | 40,5 (15,94)          | 123,1 (48,46)         | 227,6 (89,61)         | 319,4 (125,75)        | 1.491,3 (587,13)      |
| [ тражи се извор ]         |                       |                       |                       |                       |                       |                       |                       |                       |                       |                       |                       |                       |                       |

## Историја
Данашња метропола је некада била сеоце које је основао истраживач руда из Сао Паула, Жоао Леите да Силва Ортиз (João Leite da Silva Ortiz). Због повољних временских услова, које је овдје нашао, напустио је 1701. године експедицију и направио фарму под именом Курал дел Реј (Curral Del Rey, „Краљев Корал“). Дуго времена читав се овај крај звао по овој фарми. Послије њега, многи су долазили у овај регион и убрзо су основане нове фарме. Једна од таквих је и породица Гутијерез. И данас се област око њихове некадашње фарме зове по њима, а они су и даље једна од најбогатијих породица Бело Оризонтеа, посједујући Телемар, најуспјешнију телекомуникациону компанију у држави.
Село је расло захваљујући чињеници да је било на путу којим су крда стоке пролазила ка региону ријеке Сао Франсиско. Путници су посјећивали дрвену капелу у селу како би се помолили за срећан пут. На мјесту тадашње капелице сада се налази катедрала Боа Вијажем (Catedral da Boa Viagem: „добар пут“), са истоименим насељем око њега..
Када је 1889. године Бразил постао република, мјесто је промијенило име Краљев Корал у Бело Оризонте. Првобитна намјера је била да се мјесту да име Ново Оризонте (Novo Horizonte, „Нови Хоризонт“). Дана 7. децембра, 1893, Бело Оризонте је изабран за нови главни град Минас Жераиса, који је замијенио дотадашњи Оро Прето. Бело Оризонте је први планирани град у Бразилу. Центар града је имао испланирану мрежу улица, испресецану са дијагоналним авенијама, а од паркова је остао само велики централни парк. Насељавање и проширивање града, нарочито у задњих 20 година двадесетог вијека је учинило да овако оригиналан урбанистички план буде превазиђен. Град је требало да опет промијени име и да се зове Сидаде де Минас (Cidade de Minas), чак је и проглашен главним градом, 12. децембра, 1897. под тим именом, али ово име никада није постало популарно међу грађанима, па је и дефинитивно 1901. године званично враћено првобитно име Бело Оризонте.
Због превазиђеног урбанизма, и великих таласа досељавања, 20% популације у граду нема канализацију, а поплаве и кише још увијек односне животе и имовину. Иако је у питању метропола и један од највећих градова у Бразилу, Бело Оризонте се и даље сматра највећим малим градом на свијету.

## Становништво
Према процени из 2007. у граду је живело 2.412.937 становника.
| 1991.     | 2000.     | 2010.     |
| --------- | --------- | --------- |
| 2.020.161 | 2.238.526 | 2.375.444 |

## Привреда
Бело Оризонте је центар дистрибуције и прераде најважнијих грана индустрије државе, пољопривреде и рударства. Међу најважнијим производима се убрајају челик, текстил, аутомобили, злато, манган и драго камење. Бело Оризонте је такође и културни центар, са универзитетима, музејима, библиотекама и са најразноврснијим ноћним животом у држави.

## Туристичке атракције

### Пампуља
Осам километара од центра Бело Оризонтеа налази се област Пампуља. То је део града са сјајним вјештачким језером, парком и модерним вилама. Ту се налази изврсна катедрала Светог Фрање од Асизија (San Francisco de Assis), као и стадион Атлетико Минеира, познат као Минеирао, највећи стадион у држави. У Пампуљи се налази и еколошки парк и зоолошки врт.

### Мангабејрас
Мангаберајс је најелитнија четврт Бело Оризонтеа. Између предивних зграда налази се и Папин Трг, на којем је папа Јован Павле II одржао посланицу у којој је изјавио "... какав лијеп хоризонт!". У близини се налази и парк Мангаберајс (Parque das Mangabeiras), толико велик да има сопствени интерни аутобуски сервис.

### Саваси
Саваси је комерцијална четврт у центру града, али и четврт са најразноврснијим ноћним животом, са много клубова и ресторана и изврсном шопинг зоном. Овдје се налази Трг Слободе, на којем је и стара Гувернерова Палата (Палата Слободе), прва зграда завршена у планираном граду.

## Спорт
Најпознатији фудбалски клубови из Бело Оризонте су:
- Атлетико Минеиро (Clube Atlético Mineiro), популарни пијетлови, вишеструки прваци државе (Минас Жераис), освајачи КОНМЕБОЛ купа. Из овог клуба су потекли многи велики бразилски фудбалери као што су голман Клаудио Тафарел, Жилберто Силва и Жулијано Белети.
- Америка (América Futebol Clube) - нижеразредни клуб, познатији као зечеви, изњедрио је бразилског репрезентативца Фреда.
- Крузеиро Cruzeiro Esporte Clube - лисице су љути ривали пијетлова и једини су тим у Бразилу који су освојили троструку круну, Првенство Бразила, Куп Бразила и Шампионат државе (Минас Жераис). Из клуба је изашло много великих фудбалера, а у њему је и Роналдо започео своју професионалну каријеру.

## Партнерски градови
- Триполи
- Хомс
- Лисабон
- Минск
- Гранада
- Чикаго
- Витлејем
- Chimbote